# Puste Łąki
Puste Łąki – wieś w Polsce, położona w województwie mazowieckim, w powiecie wyszkowskim, w gminie Wyszków. Ma status sołectwa. Leży nad rzeką Liwiec.
| SIMC    | Nazwa       | Rodzaj |
| ------- | ----------- | ------ |
| 0523382 | Halin       | osada  |
| 0523399 | Selerynówka | osada  |

W latach 1975–1998 miejscowość administracyjnie należała do województwa ostrołęckiego.
Wierni Kościoła rzymskokatolickiego należą do parafii Wniebowzięcia NMP w Kamieńczyku nad Bugiem.